# Czerwone
Czerwone is een plaats in het Poolse district  Kolneński, woiwodschap Podlachië. De plaats maakt deel uit van de gemeente Kolno en telt 1000 inwoners.